# Footlight Serenade
Footlight Serenade (bra Rapsódia da Ribalta) é um filme estadunidense de 1942, do gênero comédia romântico-musical, dirigido por Gregory Ratoff, com John Payne, Betty Grable e Victor Mature nos papéis principais.

## Sinopse
William J. 'Bill' Smith (John Payne) um campeão de boxe se envolve com Pat Lambert (Betty Grable) uma dançarina da Broadway que está noiva de seu novo parceiro de treino, Tommy Lundy (Victor Mature).

## Produção
Os títulos de trabalho deste filme foram "Right to the Heart", "A Straight Left" e "Strictly Dynamite". Informações nos registros do departamento jurídico da Twentieth Century-Fox indicam que Winston Miller, Russell Rouse e Robert Riley Crutcher trabalharam em versões do roteiro do filme, mas suas contribuições não foram confirmadas após o lançamento. De acordo com a "Twentieth Century-Fox Records" o produtor executivo Darryl F. Zanuck considerou brevemente chamar o filme de "That Beautiful Hunk" por causa da notoriedade circundante de Victor Mature ter sido chamado de "que belo pedaço de um homem" pela imprensa na época.
Lucille Ball foi sugerida para o papel de "Flo LaVerne", e Hermes Pan para o papel do diretor de dança, mas Pan teve que desistir do papel devido a suas responsabilidades como o real diretor de dança do filme. A atriz Alice Faye foi a primeira opção do estúdio para a personagem "Pat Lambert", mas teve que recusar o papel por causa de sua gravidez, e foi então substituída por Betty Grable. 
Fred Kohlmar estava originalmente escalado para produzir o filme, e Jane Wyman foi emprestada da Warner Bros., algumas sequências foram filmadas em locações como o Pantages Theatre em Hollywood. Entre os títulos de músicas listadas nos arquivos do estúdio e  que não foram incluídos na edição final estão: "I Love Champagne", "Land on Your Feet", "Livin' High" e "High on a Western Hill". Vários comentários notaram a semelhança entre o personagem "Tommy Lundy" com o boxeador Max Baer, que estrelou o filme de 1933 O Pugilista e a Favorita da Metro-Goldwyn-Mayer.

## Elenco
- John Payne ... William J. 'Bill' Smith
- Betty Grable ... Pat Lambert
- Victor Mature ... Tommy Lundy
- Jane Wyman ... Flo La Verne
- James Gleason ... Bruce McKay
- Phil Silvers
- Cobina Wright ... Estelle Evans
- June Lang ... June
- Frank Orth
- Mantan Moreland
- Irving Bacon ... ajudante de palco
- Charles Tannen ... Charlie, gerente de palco
- George Dobbs ... Frank, diretor de dança